# Приуральський
Приура́льський (рос. Приуральский) — селище у складі Оренбурзького району Оренбурзької області, Росія.

## Населення
Населення — 914 осіб (2010; 962 у 2002).
Національний склад (станом на 2002 рік):
- росіяни — 84 %